# Get 27
Pour les articles homonymes, voir Get.
Get 27 (prononcé : [dʒɛt vɛ̃t.sɛt]) est une marque française de crème de menthe appartenant à Bacardí-Martini. La société productrice a été créée à la fin du XVIIIe siècle à Revel (Haute-Garonne) et commercialise d'autres boissons comme le Get 31.

## Historique
La crème de menthe originale est créée en 1796 par François Pons, distillateur à Revel. En 1853, la société prend le nom de ses repreneurs, DIRAT-GET. Cinq ans plus tard, à la mort de Pierre Dirat, elle prend le nom de GET Frères et c'est en 1862 que le nom « Pippermint », une déformation de peppermint, « menthe poivrée » en anglais, est choisi par Jean et Pierre Get. En 1898, la liqueur prend le nom de Pippermint Get.
En 1969, GET Frères est rachetée par le groupe Bénédictine. De nouvelles orientations dues à son nouveau dirigeant Jean-Claude Bezin permettent à l'entreprise de grandir encore aussi bien en France qu'à l'exportation. Le Pippermint Get devient Get 27 en 1972 à la suite d'un changement de stratégie marketing décidé par Bénédictine SA. Le Get 31 sort lui en 1976. Le nom des deux produits provient du degré d'alcool originel.
Le Get est produit à Revel jusqu'en 1991. À la suite du rachat de Bénédictine-Get par Martini & Rossi, en 1986, la production est transférée à Gémenos dans les Bouches-du-Rhône. Elle sera transférée en 1995 à Beaucaire, dans le Gard, par la société Bacardí Martini Production, filiale du groupe Bacardí.

## Gamme
Get 27 désigne le produit phare de la marque, une liqueur à la menthe titrant précédemment 21 %, puis abaissé en 2022 à 17,9 car l’entreprise ne souhaite pas s'acquitter d’une taxe sur l’alcool%, à base d'huiles essentielles de menthe, d'alcool, d'eau et de sucre. Le Get 31 titre, lui, 24 % d'alcool. Le GET X COLD se différencie du reste de la gamme par son goût moins sucré, sa menthe extra forte et son degré d’alcool de 37,5°. Les 3 liqueurs sont principalement utilisées en long drink, surtout Get 27, et en digestif. Depuis peu, une nouvelle déclinaison est disponible : le Get Essentiel titrant 17,9°.

## Patrimoine

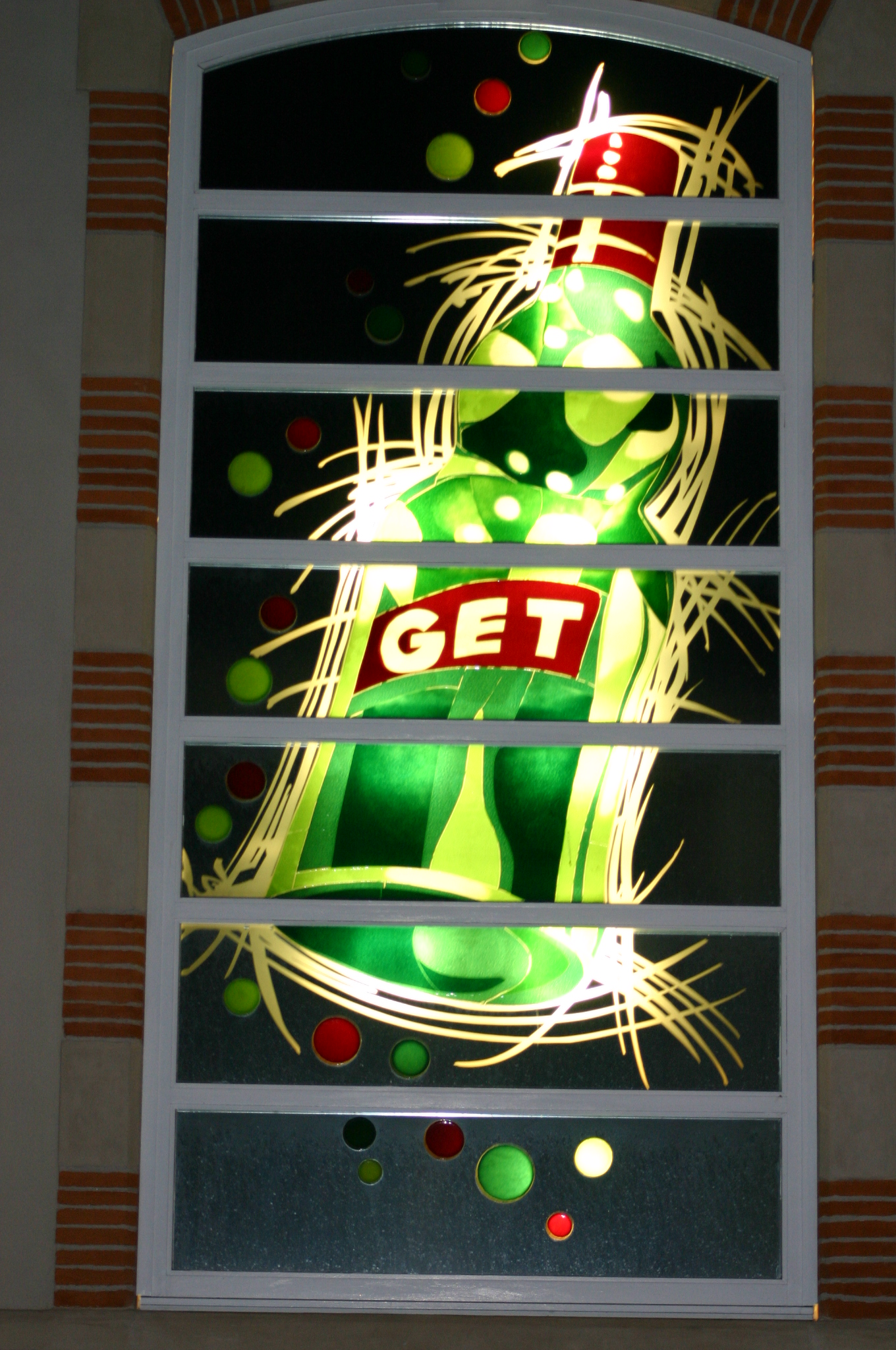
Vitrail Get 27 sur la façade du centre culturel à Revel.

L'ancienne usine Get à Revel est aujourd'hui un centre culturel. Elle abrite une médiathèque, une école de danse et une salle de cinéma, le Ciné-Get. La bouteille à la forme caractéristique orne la façade du bâtiment.

## Ingrédients
En effet mentholée, cette liqueur travaillée s'accompagne parfaitement avec du panaché en 25/75 %. Bien que la publicité de la marque utilise le slogan « seulement de la menthe ? », les distributeurs, indiquent qu'il contient des colorants alimentaires, dont le E102 (tartrazine) et le E131 (bleu patenté V) ainsi que du sirop de sucre, alcool, et des huiles essentielles de menthe de différentes origines.

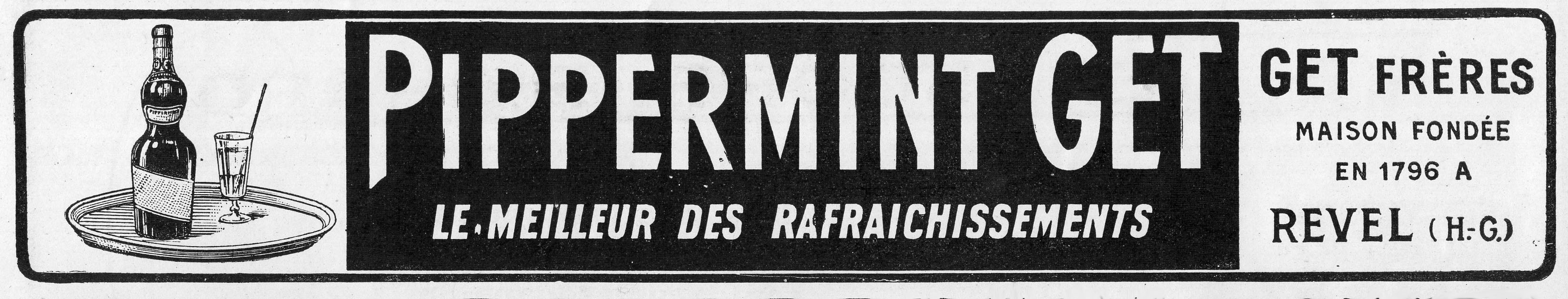
Réclame de 1924 (L'Illustration).